# Gregg Araki
Gregg Araki (Los Angeles, Kalifornia, 1959. december 17. –) japán származású amerikai filmrendező, az egyik legismertebb független filmes. Filmjeit gyakran a New Queer Cinema mozgalomhoz sorolják.

## Élete
Araki Los Angeles-ben született, 1959-ben. Egyetemi tanulmányait a Kaliforniai Egyetemen és a Dél-kaliforniai Egyetemen végezte.
Első filmjét 1987-ben 5000 dollárból rendezte. Második filmje, a The Long Weekend, melyet maga írt, rendezett és fényképezett már komoly sikereket ért el a fesztivállátogató kritikusok körében. Az 1992-es The Living End-et már a Sundance Filmfesztivál nagydíjára jelölték.
Következő három filmjét a Tinédzser Apokalipszis Trilógia néven szokták emlegetni. A Totally Fucked Up hat meleg fiatal szétcsúszott életét mutatja be; az Elátkozott generáció c. fekete komédia egy erőszakkal és erotikával átszőtt road movie; az Út a pokolba egy amerikai középiskola elidegenedett diákjaink droggal, szexszel és űrlényekkel átszőtt életét viszi filmvászonra.
A korábbi filmjeitől eltérő hangvételű Csók, macsók!-at az 1999-es Sundance Filmfesztiválon mutatták be, a pozitív hangvételű film azonban nem aratott osztatlan sikert a rajongók körében.
Hosszabb hallgatás után 2004-ben tért vissza Titokzatos bőr c. filmjével, amelyben újra a korábbi témák jelennek meg, a történet középpontjában két tizenéves áll, az egyik prostituáltként dolgozik, a másik meg van róla győződve, hogy űrlények rabolták el; a film során az életüket összekötő múlt sötét titkaira derül fény.
Araki szexuális irányultságát nyíltan vállalja, de visszautasítja hogy „meleg filmrendezőnek” állítsák be. „Úgy látszik van ez a kategorizációs szükséglet, hogy mindent egy dobozba tegyünk bele. Én egyszerűen csak olyan filmeket csinálok, amelyek megfognak.”

## Filmjei
- 2007 – Smiley Face
- 2004 – Titokzatos bőr (Mysterious Skin)
- 1999 – Csók, macsók! (Splendor)
- 1997 – Út a pokolba (Nowhere)
- 1995 – Elátkozott generáció - Gyönyörök és kivégzések (The Doom Generation)
- 1993 – Totally Fucked Up
- 1992 – The Living End
- 1989 – The Long Weekend
- 1987 – Three Bewildered People in the Night